# 兴宁学宫
兴宁学宫，是位于广东省兴宁市司前街兴民中学内的古建筑，现存建筑最早建于明成化二十年（1484年）。1989年6月，兴宁学宫被列为第三批广东省文物保护单位。

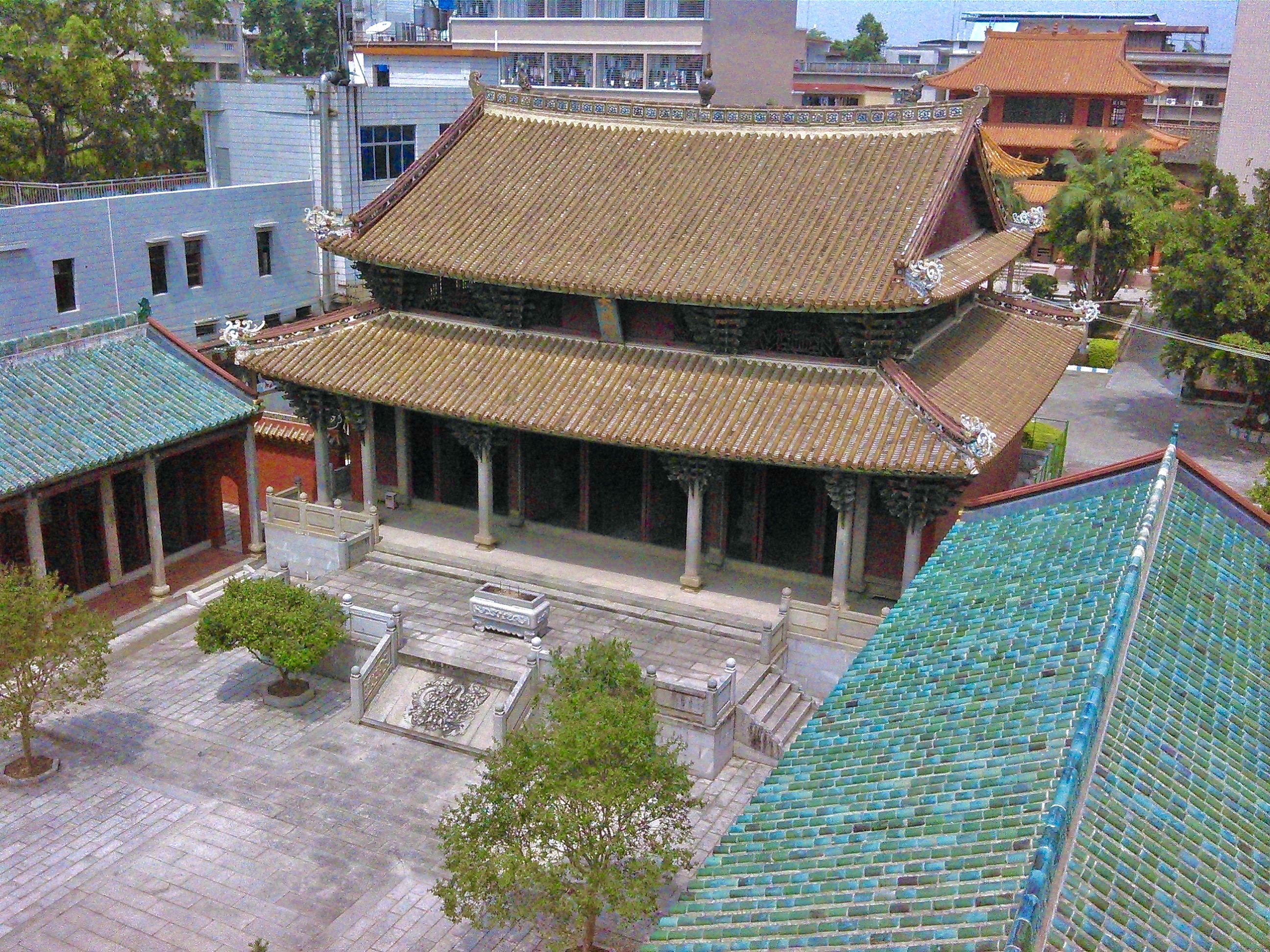
兴宁学宫

## 历史
兴宁学宫最早建于南宋嘉定年间，元末毁于兵燹。明洪武四年（1371年），兴宁县丞刘昭辅重建了兴宁学宫。但天顺五年（1461年），兴宁屡遭寇乱，学宫再次遭毁。成化七年（1471年），惠州知府吴绎思下令重修学宫。成化十八年（1482年），官府又决定易址重建学宫。成化二十年（1484年），新学宫迁建落成，即今司前街兴民中学内的兴宁学宫。学宫后世又多次历经修葺，扩建。

## 形制
学宫现存古建筑多处为清同治年间重修，如棂星门、泮池、大成殿、东西庑殿、尊经阁等。大成殿装饰华丽，面阔五间（约17.5米），进深五间（约14.4米），占地约251平方米。大成殿为重檐歇山顶，抬梁式屋架，上覆黄色琉璃瓦。殿前石陛刻云龙戏珠浮雕，石陛两侧石栏则雕夔龙卷草浮雕。大成殿斗拱纹饰繁丽，殿内有康熙帝手书“ 万世师表 ”匾额。明代汤显祖曾撰《惠州府兴宁县尊经阁碑记》。